# Герб Барашів
Герб Бараші́в — офіційний символ села Бараші Ємільчинського району Житомирської області, затверджений 7 березня 2013 р. рішенням № 27 XXIII сесії Барашівської сільської ради VI скликання.

## Опис
Щит розтятий двічі. На першому лазуровому полі золоте замчище. На другому срібному полі три зелених колоски в стовп. На третьому зеленому полі розгорнута срібна книга. На золотій базі два зелених дубових листки в косий хрест. Щит обрамований золотим декоративним картушем і увінчаний золотою сільською короною.

## Значення символів
Городище — символ пам'ятки історії та культури ХІІ—ХІІІ ст. Розгорнутий зошит символізує писемність. У селі є велика середня школа, яка має давню історію, один з найстаріших закладів, з 1872 р. діяло однокласне училище. Срібний стовп символізує лляне полотно з вишивками місцевих майстринь. Два дубові листки, покладені навхрест — символ лісового господарства та природи. У селі діє два лісництва — комунальне та державне.
Автори — Сергій Вікторович Варварчук, Лілія Валентинівна Варварчук.